# Tomares albicans
Tomares albicans är en fjärilsart som beskrevs av Lasso de la Vega Westendorp 1978. Tomares albicans ingår i släktet Tomares och familjen juvelvingar. Inga underarter finns listade i Catalogue of Life.